# 1442年
| 千纪： | 2千纪 |
| 世纪： | 14世纪 \| 15世纪 \| 16世纪                                                                                 |
| 年代： | 1410年代 \| 1420年代 \| 1430年代 \| 1440年代 \| 1450年代 \| 1460年代 \| 1470年代                           |
| 年份： | 1437年 \| 1438年 \| 1439年 \| 1440年 \| 1441年 \| 1442年 \| 1443年 \| 1444年 \| 1445年 \| 1446年 \| 1447年 |
| 纪年： | 壬戌年（狗年）；明正统七年；越南大寶三年；日本嘉吉二年                                                     |

## 大事记
- 3月18日至25日——赫爾曼施塔特戰役（英语：Battle of Hermannstadt）：匈雅提·亞諾什在外西凡尼亞的錫比烏附近擊敗了由維丁的梅西德·貝領導的奧斯曼帝國80,000軍隊。
- 6月2日——亞拉岡的阿方索宣稱自己是那不勒斯國王。
- 奧斯曼帝國蘇丹穆拉德二世嘗試經海路攻佔特拉比松帝國的首都，但高大的海浪使船隻難以登陸，土耳其軍隊因而被擊退。
- 中国明英宗立钱皇后。
- 日本足利義勝就任室町幕府第七代征夷大將軍。
- 明耶覺蘇瓦一世暴卒，其弟卑謬侯那臘勃底回阿瓦即位，是為溫多王。
- 喀什艾提尕尔清真寺建成。

## 出生
- 4月28日——爱德华四世，英国国王（逝世于1483年）
- 7月3日——，日本天皇（逝世于1500年）

## 逝世
- 誠孝昭皇后張氏，明仁宗朱高熾的皇后（1379年出生）[1]。
- 明耶覺蘇瓦一世，緬甸阿瓦王朝君主。